# Sylvester Takač
Sylvester Takač (Servisch: Силвестер Такач) (Đurđevo (Žabalj), 8 november 1940) is een gewezen Servische voetballer en voetbalcoach. In de jaren 60 kwam hij als international 15 keer uit voor Joegoslavië.

## Carrière
Sylvester Takač begon zijn carrière als spits bij het Joegoslavische FK Vojvodina. In 9 seizoenen kwam hij meer dan 100 keer uit voor Vojvodina. In 1966 veroverden Takač en zijn ploegmaats voor het eerst de landstitel.
In 1967 belandde de Joegoslaaf bij Stade Rennais. Hij speelde er regelmatig, maar toch besloot hij om de club na twee seizoenen in te ruilen voor Standard Luik. De Rouches, toen onder leiding van trainer René Hauss, beschikten met Takač, Wilfried Van Moer, Léon Semmeling, Jean Thissen, Christian Piot en Nico Dewalque over een sterke generatie. Takač werd met Standard zowel in 1970 als in 1971 kampioen. In 1970 en 1972 bereikte hij met Standard ook telkens de kwartfinale van de Europacup I. In de editie van 1971/72 werd hij samen met Antal Dunai en Lou Macari topschutter.
In 1974 zette de toen 34-jarige Takač een punt achter zijn spelersloopbaan. Hij ging aan de slag als voetbalcoach en trainde onder meer Club Luik, FC Sochaux-Montbéliard, RC Paris en OGC Nice. In de jaren 80 was hij ook even de assistent van Rinus Michels bij FC Köln.